# خواكين موريتا كاريو
خواكين موريتا كاريو (حوالي 1829 - 25 يوليو 1853) يسمى أيضا روبن هود المكسيكي أو روبن هود من الدورادو، كان شخصية مشهورة في كاليفورنيا خلال حمى البحث عن الذهب في كاليفورنيا في عقد 1850 اعتمادا على وجهة نظر، اعتبر أنه إما قاطع طريق سيء السمعة أو وطني مكسيكي.

## روابط خارجية
- خواكين موريتا